# 极速前进18
《极速前进18》（英語：The Amazing Race 18），正式名稱《极速前进：未竟之事》（英語：The Amazing Race: Unfinished Business），是流行的真人秀節目《极速前进》的第十八季。本季會繼續有數對不同關係的參賽者，為最終大獎——一百萬美元進行環球旅行競賽。
本季賽事為全明星賽，參賽者來自過往不同季度，而節目首度以高清攝製。
新加入赛制：
- 自动回转（Automatic U-turn），自动加诸于最后完成起点线任务的队伍，该队要将第一个绕道任务全部完成。

## 製作
本季是繼第十一季後，第二次進行之全明星季度，過往於不同季度曾出賽之參賽者再出現於本季作賽。於今季賽事，選手們來自第十二季至第十七季（第十三季除外），例如第十二季的哥德人情侶Kent & Vyxsin、Ron & Christina等。
攝製方面，過往的十七季均以標清攝製，而本季則為美國版首次以高清方式呈現。美國很多電視節目，包括其他真人秀節目（例如同台的《生還者》）早已轉用高清攝製，但因為高清攝錄器材的成本高，便攜度與耐用度等的問題，令用高清攝製此全球性作品之計劃一直推遲。亞洲版和拉丁美洲版分別於第4季及第2季（同於2010年播映）已改用高清攝製。

## 比賽結果
| 隊伍                   | 關係          | 上次季度 ：名次 | 分段比賽成績 | 分段比賽成績 | 分段比賽成績 | 分段比賽成績 | 分段比賽成績 | 分段比賽成績 | 分段比賽成績 | 分段比賽成績 | 分段比賽成績 | 分段比賽成績 | 分段比賽成績 | 分段比賽成績 | 路障參予數                |
| 隊伍                   | 關係          | 上次季度 ：名次 | 1            | 2            | 3            | 4            | 5            | 6            | 7            | 8            | ⋐9⋑          | 10           | 11           | 12           | 路障參予數                |
| ---------------------- | ------------- | --------------- | ------------ | ------------ | ------------ | ------------ | ------------ | ------------ | ------------ | ------------ | ------------ | ------------ | ------------ | ------------ | ------------------------- |
| Kisha & Jen            | 教練姊妹      | 第14季：4th     | 3rd          | 4th          | 4th2         | 5th          | 4th          | 6th          | 3rd          | 4th          | 2nd          | 2nd          | 2nd          | 1st          | Kisha 6, Jen 6            |
| Flight Time & Big Easy | 哈林籃球隊員  | 第15季：4th     | 5th          | 2nd          | 5th2         | 6th          | 6th⋐         | 7th          | 1st          | 2nd          | 5th⊃         | 1st          | 3rd          | 2nd          | Flight Time 6, Big Easy 6 |
| Gary & Mallory         | 父女          | 第17季：6th     | 1st          | 9th          | 2nd          | 3rd          | 2ndε4        | 1st          | 4th          | 6th          | 4th          | 3rd          | 1st          | 3rd          | Gary 6, Mallory 6         |
| Zev & Justin           | 摯友          | 第15季：9th     | 4th          | 1st          | 1st          | 8th          | 8th          | 4th          | 2nd          | 1st          | 1st          | 4th          | 4th          |              | Zev 5, Justin 5           |
| Kent & Vyxsin          | 哥德人情侶    | 第12季：5th     | 10th         | 7th          | 7th          | 9th          | 5th⊃5        | 5th          | 6th          | 3rd          | 3rd          | 5th6         |              |              | Kent 4, Vyxsin 5          |
| Jet & Cord             | 牛仔兄弟      | 第16季：2nd     | 11th         | 3rd          | 6th          | 2nd          | 1st          | 2nd          | 5th          | 5th          | 6th⊂         |              |              |              | Jet 4, Cord 4             |
| Ron & Christina        | 父女          | 第12季：2nd     | 8th          | 10th         | 3rd2         | 4th          | 7th          | 3rd          | 7th          |              |              |              |              |              | Ron 3, Christina 3        |
| Margie & Luke          | 母子          | 第14季：3rd     | 7th          | 5th          | 8th          | 1st          | 3rd          | 8th          |              |              |              |              |              |              | Margie 2, Luke 3          |
| Jaime & Cara           | NFL前啦啦隊員 | 第14季：2nd     | 6th          | 8th          | 9th          | 7th          | 9th⊂⋑        |              |              |              |              |              |              |              | Jaime 2, Cara 2           |
| Mel & Mike             | 父子          | 第14季：6th     | 9th          | 6th          | 10th3        |              |              |              |              |              |              |              |              |              | Mel 1, Mike 1             |
| Amanda & Kris          | 定婚情侶      | 第14季：8th     | 2nd          | 11th∪1       |              |              |              |              |              |              |              |              |              |              | Amanda 1, Kris 0          |

- 紅：該隊已被淘汰。
- 綠ƒ：該隊贏得「通行證」（Fast Forward）7。
- 紫ε：該隊於賽段中使用「迅速通關卡」（Express pass）。
- 斜體粉：該賽段結束後，無隊伍須被淘汰，也非進入強制休息時間；各隊被指示繼續進行比賽，而首先抵達之隊伍如常獲得該賽段獎勵。
- 下線藍：該隊最後抵達非淘汰提示站，他們須在下賽段接受「減速障礙」（Speed Bump）任務。
- 橙∪：該隊最後完成起點任務，須於本賽段自動接受「迴轉」（U-Turn），即完成兩項「繞道」（Detour）任務。
- 棕⊃或青⋑：該隊為使用「雙重迴轉」（Double U-turn）的兩隊中之其中一隊隊伍；⊂或⋐為被指定迴轉的队伍。

1. ^  因首賽段並無繞道任務，Amanda & Kris受到的迴轉於第2賽段執行。
2. ^a b c  Flight Time & Big Easy原本於第3賽段為第3隊抵達中繼站，但因他們違規取走Ron & Christina的個人物品，故前者被罰30分鐘。最終Ron & Christina由第4名升至第3名，Kisha & Jen為第4名，而Flight Time & Big Easy則由第3名降至第5名。
3. ^  Mel & Mike因於賽段內的繞道任務不適，在未有完成繞道下，被指示前往中繼站淘汰出局。
4. ^  Gary & Mallory於第5賽段使用迅速通關卡跳過路障任務，而Gary曾宣告由他完成該路障，故計入路障參予統計。
5. ^  Kent & Vyxsin並未依照指示「從東京成田國際機場乘搭指定航班前往中國昆明巫家壩國際機場」，故須於抵達第5賽段中繼站時接受三十分鐘罰時。
6. ^  Kent & Vyxsin第3個到達，因為坐計程車代替規定的走路從Roadblock到中繼站而被罰時30分鐘，其中Gary 和 Mallory and Zev & Justin 已經到達，而被淘汰。
7. ^  這一季沒有通行證

## 每集標題語錄
每集標題通常引用自參加者說過的話。
1. "Head Down and Hold On" – Australia People
2. "I Never Looked So Foolish in My Whole Entire Life" – Kisha
3. "We Had a Lot of Evil Spirits Apparently" – Christina
4. "This is the Most Stupid Day Ever" – Vyxsin
5. "Don't Ruin the Basketball Game" – Mallory
6. "I Feel Like a Monkey in a Circus Parade" – Gary
7. "You Don't Get Paid Unless You Win" – Cord
8. "I Cannot Deal with your Psycho Behavior" – Vyxsin
9. "We're Good American People" – Zev
10. "Too Many Cooks in the Kitchen" – Zev
11. "This is where it ends" – Justin

## 獎項
個人獎項颁發给每赛段的冠軍隊伍。所有旅程都是由Travelocity提供。
- 第1段 - 迅速通關卡 - 隊伍可在任何時候使用（直到第8賽段），要是有任何一個不想完成的挑戰項目，只要交出迅速通關卡，就能跳過該挑戰項目，直接拿到下一个指示。
- 第2段 - 雙人墨西哥坎昆旅遊。
- 第3段 - 雙人哥斯達黎加旅遊。
- 第4段 - 雙人阿魯巴旅遊。
- 第5段 - 每人五千元美金。
- 第6段 - 包括舞蹈款待的印度晚餐及一百萬印度盧比(合二萬多美金)。
- 第7段 - 雙人夏威夷旅遊。
- 第8段 - 每人一輛福特Focus汽車。
- 第9段 - 雙人庫拉索旅遊。
- 第10段 - 雙人庫克群島旅遊。
- 第11段 - 雙人地中海旅遊。
- 第12段 - 一百萬美金。

## 旅程
美国 →   →   日本 →  中国 →  印度 →  奥地利 →  列支敦斯登 →  瑞士 →  巴西 →  美国

## 赛段摘要

### 第1段（美國 → 澳大利亚）

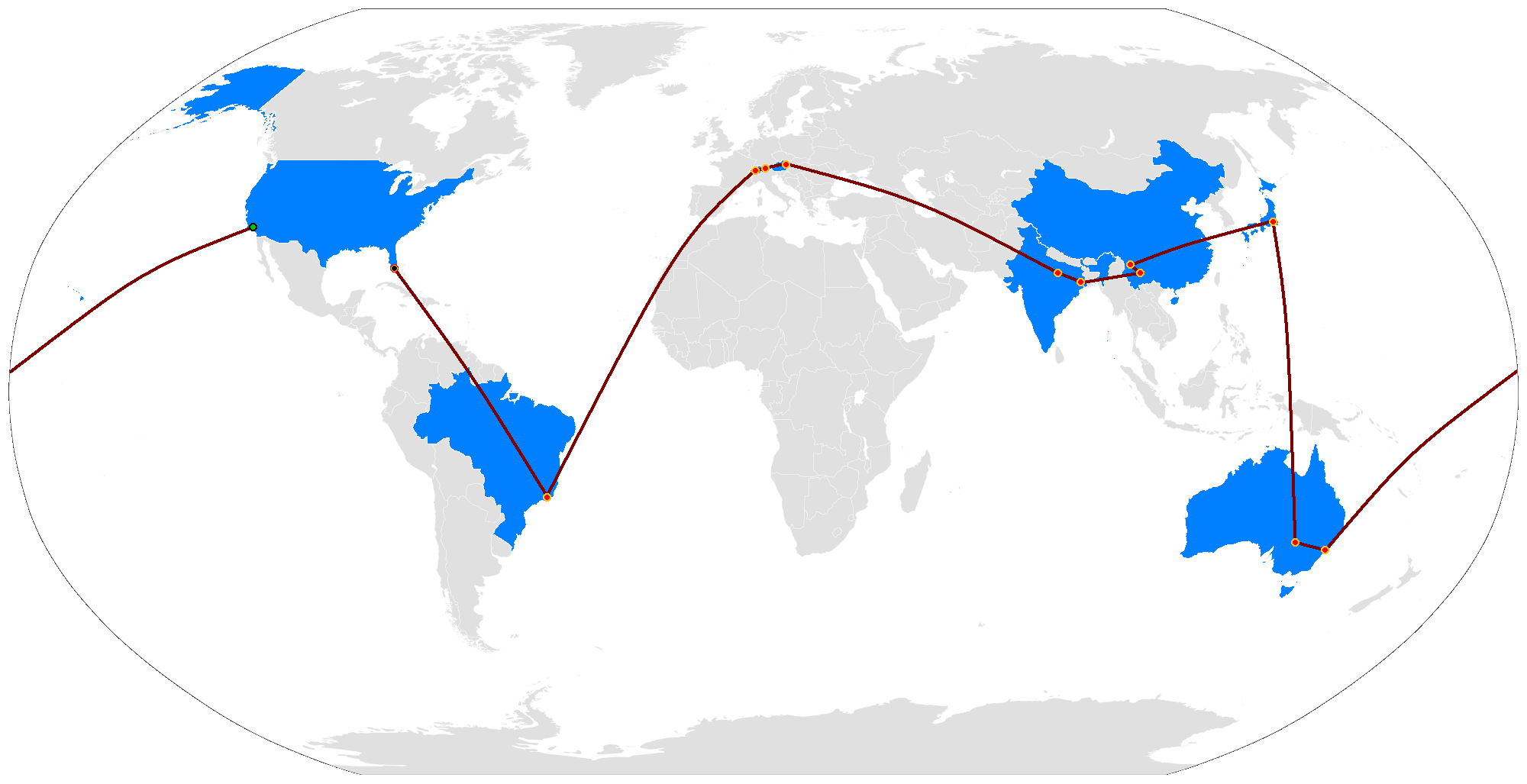
第十八季路線圖。

- 美國加利福尼亚州棕櫚泉（聖喬諾隘口風電廠（英语：San Gorgonio Pass Wind Farm））（起點線）
- 洛杉矶（洛杉磯國際機場） 到 雪梨（悉尼机场）[註 3]
- 马斯科特(国际机场车站) 到 悉尼（環形碼頭车站）
- 悉尼（環形碼頭） 到 曼利 （曼利码头）
- 曼利 (曼利海洋世界)
- 曼利 (曼利16英尺帆船俱乐部)[AT1]
- 曼利 (贝壳海滩)

起点线任务：根据菲爾所给出的线索（Queensland And Northern Territory Aerial Services），队伍要在搜寻区的众多的纸飞机里找到写有“QANTAS”的。找到后换取线索,然后开车前往机场。前8只队伍会搭上第一班飞机，其他队伍会晚90分钟到达。最后一对完成的队伍将会被自动回转（Automatic U-turn）。
路障：一名队员要进入水箱，在里面找到指南针，然后前往旗帜处破解航海旗语．每面旗帜对应指南针上的英文字母。完成后，队伍要前往曼利16英尺帆船俱乐部，找到海军准将并告诉他密句I am Between the Devil and the Deep Blue Sea（我在惡魔與藍色深海之間），就能获得下一条线索．
附加任務：
[AT1]：到达曼利16英尺帆船俱乐部后，队伍要乘坐帆船在枪炮手的指引下，在其中一个浮标那里获得下一条线索。

### 第2段（澳大利亚）
- 悉尼 (悉尼市政廳) [AT1]
- 悉尼（悉尼機場） 到 布羅肯希爾（布羅肯希爾機場）
- 布羅肯希爾 (The Living Desert Reserve)
- 布羅肯希爾 (中央足球俱乐部) [AT2]
- 布羅肯希爾（Junction Mine）

繞道：队伍必须要从「精神世界」和「自然世界」之间做出选择，在「精神世界」(Spirit World)里，队伍要根据所给的材料绘制出传统的马赛克图案。然后队员要站在马赛克图案上跳舞，之后就能获得下一条线索。在「自然世界」（Natural World）里，队伍要利用水和类似粘土的颜料所制成的漆吐在模具上完成四个图案，之后就能获得下一条线索。
附加任務：
[AT1]：根据线索「To sail to stop」，队伍要前往悉尼找到市政廳的標地物「海錨」。前6隊可搭第一班飛機，領先30分鐘。
[AT2]：根据线索“找到喜鹊之家”指引队伍前往中央足球俱乐部。到达后，穿戴好袋鼠裝，找出元素表中被图颜色的<Hg>和<Bi>，即Mercury （水銀）和Bismtuh（鉍）路的交叉口，就可以得到下一条线索。

### 第3段（澳大利亚 → 日本）
- 布羅肯希爾（布羅肯希爾车站）到 悉尼（悉尼中央车站）(各隊於到達指示站後坐火車返回悉尼)
- 悉尼（悉尼机场） 到 日本東京(成田國際機場) [註 4]
- 東京澀谷(Rotating Parking Garage)
- 神奈川縣鎌倉市 (鶴岡八幡宮的流鏑馬道場)
- 南足柄市 (大雄山火车站 – 金太郎塑像)
- 橫須賀市 (佩里公园 - 馬修·佩里紀念碑)

路障：一名队员要换上武士服，然后学习流鏑马仪式并向裁判展示。得到裁判认可后，队伍就可以骑上木马射中目标。一旦射中目标，就能获得下一条线索。
繞道：隊伍要從「纯净祷告」或「幸运之蛙」兩個任務之間選擇。在「纯净祷告」（Prayer of Purity）中，队伍要先更衣，然后再学习一门声音和动作的祷告，之后要在富士山积雪融化的瀑布下站一分钟，才能获得下一条线索。在「幸运之蛙」（Frog of Luck）中，队伍要脱掉衣裤，在群众在向他们扔泥巴时，队伍要在一大片泥地里找到青蛙。找到后，用青蛙换取下一条线索。

### 第4段（日本 → 中國）
- 東京(東京成田國際機場) 到 中國昆明 (昆明巫家壩國際機場) 再前往 丽江(丽江三义机场)或者从昆明(昆明火车站)　到　丽江(丽江东站)
- 麗江（玉龍雪山景区）[AT1]
- 麗江（雲杉坪）
- 麗江（麗江古城）[AT2]
- 麗江（公園萬古樓）

路障：一名队员要在雲杉坪众多的护身牌里，找到画有中国生肖的12种动物。全部找到后，队员要将其排列好，才能获得下一条线索。

繞道：隊伍要在「槌子」或「喇叭」之間選擇。在「槌子」（Hammer）中，队伍要前往一家糖果店用槌子把麦芽花生糖打薄打碎，完成后，就能获得下一条线索。在「喇叭」（Horn）中,队伍要前往南门广场，然后背起仪式喇叭带领队伍前往文昌阁，就能获得下一条线索。
附加任務：
[AT1]：到达玉龍雪山后，队伍要给牦牛上鞍，然后骑着牦牛跨过白水河，到对岸获取下一条线索再返回。
[AT2]：到达麗江古城后，队伍要找到一个转经筒。然后写上愿望投入自己属相的信筒，就能获得下一条线索。

### 第5段（中國）
- 麗江（麗江东站） 到 昆明（昆明火车站）
- 昆明(斗南花卉交易市场)
- 昆明(金马碧鸡坊)
- 昆明(云南省文化馆)
- 石林縣(云南石林)
- 昆明 (翠湖公園)

繞道：隊伍要在「緬懷過去」或「迎向未來」之間選擇。在「緬懷過去」（Honor Pass）里，队伍要观看一段藏族服饰表演，在观看过程中不能记笔记。然后到门帘后面，将穿有相同服装的娃娃按照台上演员顺序排列。一旦排列正确，就能获得下一条线索。在「迎向未來」（Embrace Future）里,队伍要从一辆卡车上卸下太阳能热水器，搬到一座大楼的楼顶并装好，之后就能获得下一条线索。
路障：一名队员选择好挖掘地点后，仅凭一张参考图，将恐龙模型拼接起来。他们要将所有部件安装到位。得到专家的满意后，就能获得下一条线索。

### 第6段（中國→印度）
- 昆明(金福驛站茶館) [AT1]
- 昆明(昆明巫家壩國際機場) 到 印度加爾各答(内塔吉·苏巴斯·钱德拉·鲍斯国际机场)
- 加爾各答 (加爾各答市政厅)
- Jorasanko市 (Thakur Bari – Tiwari Tea Stall)
- 加爾各答 (马坦公园 – Fountain of Joy & 维多利亚纪念堂)

路障：一名队员要拿一个芒果和木瓜，加上之前得到的茶饼交给拍卖商，然后在众多的茶里找到他们在金福驛站茶館所品尝到的茶。找到后，拍卖师会给队伍一瓶茶饮料，线索就在盖子里。
繞道：隊伍要在「印度教艺术」或「孟加拉文学」之間選擇。在「印度教艺术」（Hindu Art）里，队伍要前往一家塑像馆，然后将印度教智慧之神格涅沙涂上颜色并装饰。一旦队伍完成的作品与成品一样，店主会给出下一条线索。在「孟加拉文学」(Bengali Literature)里，队伍要前往一家书店领取8捆儿童读物，然后将儿童读物与自己塞入三轮校车里，指引司机穿过街道到达一所学校。然后将书交给校长，就能获得下一条线索。
附加任務：
[AT1]：到达金福驛站茶館后，队伍要进行一次品茶。品完茶后，就能获得一块茶饼和下一条线索。

### 第7段（印度）
- 加爾各答(内塔吉·苏巴斯·钱德拉·鲍斯国际机场) 到 瓦拉納西（拉尔·巴哈杜尔·夏斯特里机场）
- 瓦拉納西(Tonga Stand)
- 瓦拉納西(Tulsi Ghat – Swaminath Akhara)
- Ramnagar市(Ramnagar Fort)

路障：一名队员要根据线索里的照片，找到六位苦行僧，每名苦行僧会给队员纸团。之后在最后一位苦行僧面前将得来的纸团排列成（Once you're over the hill you pick up speed）并告诉他，就能获得下一条线索。
繞道：队伍要在“生火”或“喂草”之间选择。在“生火”（Feed The Fire）里，队伍要乘船穿越恒河之后沿着小路前往奶农家，然后用牛粪做50个燃料饼并拍在墙上晒干，之后他们将已经晒好的燃料饼点火为孩子们煮牛奶。点火之后，就能获得下一条线索。在“喂草”（Feed The Buffalo）里，队伍要乘船穿过恒河，然后每名队员拿一大捆干草再回来。之后根据附加的地址将干草送到指定的奶农家就能获得下一条线索。

### 第8段（印度→奧地利）
- 瓦拉納西（拉尔·巴哈杜尔·夏斯特里机场） 到 奧地利維也納 (維也納國際機場)
- 維也納 (維也納國際機場停車場) [AT1]
- Schollach市 (Schloss Schallaburg)[AT2]
- 維也納 (奧地利國家圖書館)
- 薩爾茨堡 (Sternbräu Restaurant)
- 薩爾茨堡 (Villa Trapp)

繞道：隊伍要在「艱難的長征」或「輕鬆的快餐」之間選擇。在「艱難的長征」（Long Hard Work）里，队伍要前往弗洛伊德的故居兼办公室，然后两名队员要将沙发搬到弗洛伊德教课的地方--维也纳大学。搬完后，就能获得下一条线索。在「輕鬆的快餐」（Quick&Easy Meal)里，队伍要前往维也纳摩天轮，然后选两份本地大餐进入其中一个餐车，伴着传统音乐，队伍要在12分钟内也就是摩天轮转一圈的时间将食物全部吃完，就能获得下一条线索，否则队伍得重新开始。
路障：一名队员穿上掃煙囪的制服後，爬上房頂，然後用一種特殊的工具清理煙囪，反覆完成三次後，到煙囪的清掃洞並把它打開，里面就有下一個線索。
附加任務：
[AT1]：到达國際機場停車場后，選一輛福特福克斯。根据菲爾的指示，队伍要把车挂入倒档，下一条线索会通过倒车摄像头显示出来。
[AT2]：到达Schloss Schallaburg后，队伍要向指定的人获得一本书，然后将书送到国家图书馆，将书交给指定的管理员，就能获得下一条线索。

### 第9段（奧地利→列支敦士登→瑞士）
- 薩爾茨堡（薩爾茨堡中央车站） 到 費爾德基希（費爾德基希车站）
- 列支敦士登Schaanwald
- 巴爾采斯 到 瑞士聖加侖州Sargans市
- 聖加侖州Sargans市（Sargans车站） 到 采爾馬特（采爾馬特车站）
- 采爾馬特(Hinterdorf near the Inderbinen-Brunnen)
- 采爾馬特(Moos Restaurant)

路障：一名队员用一輛由太陽能驅動的自行車，地圖和測距表，去測量列支敦士登國土的長度（22公里），然後把測量結果交給指定人員。如果測量結果正確，他會告訴隊員下一個目的地（Castle Gutenberg），当两名队员会合后，就可以获得下一条线索；但若測量結果錯誤，隊員就必須返回起點再重新測量。
減速障礙：上一赛段最后抵达而未被淘汰的队伍，要完成在本集需要完成一次减速障碍任务，根据所提供的材料配置出2升混合汽油，比例为25单位汽油：1单位石油。
繞道：隊伍要在「奶酪」或「喘息」之間選擇。在「奶酪」（Cheese）里，队伍要前往一家餐馆，然后共同享用一大锅奶酪。一旦他们全部吃完后，队伍会获得底部印有下一条线索的奶酪锅。在「喘息」（Wheeze）里，队伍要从火车站将20箱行李搬到至少五家宾馆，每送一件行李得到一枚标签，之后队伍要将20枚标签交给工头，从而获得下一条线索。

### 第10段（瑞士）
- 采爾馬特 (空中救援直升机坪)[AT1]
- Riffelalp(Riffelalp车站) 到 采爾馬特（采爾馬特车站）
- 采爾馬特 (Le Petit Cervin)
- 采爾馬特 (Mürini & Mittagstadel – Swiss Cabin)

繞道：隊伍要在「搜寻」或「救援」之間選擇，兩個任務均必須乘坐直升机前往未知地点。在「搜寻」(Search)里，队伍要忍受狂风，利用雪崩仪找到埋在雪里的假人。找到后，队伍要将其挖出才能获得下一条线索。在「救援」(Rescue)里。一名队员要利用专业仪器使另一名队员接近被困者并将其扣住，然后队员要将同伴和被困者拉上来。才能获得下一条线索
路障：一名队员要用巧克力和传统方式做出漫游精灵，得到师傅的认可后，队伍就可以用巧克力漫游精灵换取真的漫游精灵和下一条线索。
附加任务：
[AT1] ：在采爾馬特空中救援直升机坪，队伍要登记直升机的起飞时间，每班间隔5分钟出发。在起飞前队伍会获得下一条线索。

### 第11段（瑞士→巴西）
- 采爾馬特(采爾馬特车站) 到 蘇黎世(苏黎世火车总站)
- 蘇黎世（蘇黎世国际機場) 到 巴西里約熱內盧(加利昂－安東尼奧·卡洛斯·若比姆國際機場)
- 里約熱內盧（Carioca Aqueduct）[AT1]
- 里約熱內盧(Largo de São Francisco de Paula)
- 科帕卡瓦纳 (Centro de Orientação Profissional Salon) [AT2]
- 尼泰羅伊 (Museum Of Comtemporary Art)

路障：一名队要穿上传统节日服装，在老师的带领下学习桑巴舞，然后队伍要带领队伍沿街游行，如果评审认可他们的桑巴舞，就会给出下一条线索。
繞道：隊伍要從「在吧台」或「在海滩」之間選擇。在「在吧台」（On The Rorks）里,队伍要前往一座酒吧，利用所提供的材料制作当地最欢迎的饮料--Caipirinha鸡尾酒。当做完100杯后，服务员会给出下一条线索。在「在海滩」（On The Beach）里,队伍要前往科帕卡巴纳海滩，找到挂有比基尼的雨伞和更衣罩，然后队伍要让顾客试穿比基尼并卖够100雷亚尔。完成后，摊主会给出下一条线索。
附加任務：
[AT1]：到达Carioca Aqueduct后，队伍要乘坐有轨电车前往Escadaria Selarón,然后再台阶附近找到上面写有「Route Info」字样的瓦片就能获得下一条线索。
[AT2]：到达Centro de Orientação Profissional Salon后，队伍要经15分钟脱毛，从而获得下一条线索。

### 第12段（巴西→美國）
- 里約熱內盧(加利昂－安東尼奧·卡洛斯·若比姆國際機場) 到 美國佛羅里達州邁阿密(邁亞密國際機場)
- Virginia Key (Rickenbacker Marina)
- Key Largo (Jules' Undersea Lodge)  [AT1]
- Big Pine Key (U.S. 1 Mile Marker 29 – Seacamp) [AT2]
- Marathon (Galway Bay Mobile Home Park)[AT3]
- Pigeon Key (Pigeon Key Historic District)

第一个路障：一名队员在司机的指导下操控叉车，将游艇小心地放在存放架上。当游艇安全的放在存放架上后，司机会给出下一条线索。
第二个路障：没有做第一个路障的队员，必须要穿上潜水衣，用潜水器在海底众多宝箱里找到里面有下一条线索的。
附加任務：
[AT1]：根据线索“33減4和一棵大松樹”指引队伍前往U.S. 1 Mile Marker 29 – Seacamp。
[AT2]：到达U.S. 1 Mile Marker 29 – Seacamp后，队伍要走过浅水区前往Horseshoe岛。在岛上，队伍要找到最高的一棵树才能获得下一条线索。之后队伍要搭乘快艇前往Galway Bay Mobile Home Park。
[AT3]：队伍要将拖车拖到指定区域，然后接上设施，根据宣传册上的图片，队伍要一丝不差的复制到拖车上，一旦他们的成品与宣传册一样,就可以前往七哩橋再骑自行车前往终点。

## 資料來源
1. ↑  Nicastri, Danielle. . Manly Daily. 2010-11-22  [2010-11-22]. （原始内容存档于2010-12-07）.
2. ↑  . Reality TV World. 2010-11-23  [2010-11-25].
3. ↑  .   [2011-01-19]. （原始内容存档于2011-01-22）.
4. ↑  Hibberd, James (Hollywood Reporter). . Reuters. 2010-11-03  [2010-11-03]. （原始内容存档于2010-12-13）.

## 外部連結
- 官方網站 （页面存档备份，存于）